# Statue-menhir de la Jasse de Comberoumal
La statue-menhir de la Jasse de Comberoumal est une statue-menhir appartenant au groupe rouergat découverte à Saint-Beauzély, dans le département de l'Aveyron en France.

## Description
Elle a été découverte en 1986 par M. Lanza dans un tas de pierres sur un replat sur pente en position dominante. Elle correspond au fragment (0,75 m de hauteur sur 0,35 m de largeur et 0,20 m d'épaisseur) de la partie inférieure d'une statue de plus grande taille en grès. Les seules gravures visibles sont la partie basse des deux jambes avec les orteils.
Cette statue-menhir a été découverte dans une zone très excentrée de l'aire de répartition du groupe rouergat, c'est la seule à avoir été découverte en milieu caussenard.
Elle est conservée chez son propriétaire.